# David Ayer
David Ayer (Champaign, Illinois; 18 de enero de 1968) es un director, productor, guionista y actor estadounidense. Es conocido por haber sido el guionista de Training Day (2001), y director y guionista de Harsh Times (2005), Street Kings (2008), End of Watch (2012), Sabotage (2014) y Fury (2014) y la película de DC Comics Escuadrón suicida, que se estrenó en agosto de 2016.[cita requerida]

## Primeros años y educación
David Ayer nació en Champaign, Illinois, Estados Unidos, el 18 de enero de 1968 y creció en Bloomington, Minnesota, y Bethesda, Maryland, cuando fue expulsado de su casa por sus padres cuando era un adolescente. Muy joven, se salió de la preparatoria y trabajó como pintor de casas. Vivió con su primo en Los Ángeles, California, y sus experiencias en South Central de Los Ángeles las utilizó como inspiración para muchas de sus películas. Posteriormente, se alistó en la Marina de los Estados Unidos como submarinista. De acuerdo con Shia LaBeouf, protagonista de su película Fury, Ayer es «un gran seguidor del cristianismo».

## Carrera
El guion de Ayer para U-571 se basó en sus experiencias como submarinista en la Marina de los Estados Unidos. Colaboró en el guion de The Fast and the Furious, en el 2001. Escribió el guion para el drama criminal Dark Blue, y fue su investigación en el Departamento de Policía de Los Ángeles lo que lo llevó a su guion más destacado, Training Day. Firmó un contrato para escribir un guion para S.W.A.T., que se basó en su argumento original. La película fue dirigida por Clark Johnson y estrenada en 2003.[cita requerida]
El debut como director de Ayer fue con la película Harsh Times, un drama ambientado en las calles del sur central de Los Ángeles, que muestra cómo el uso de drogas y las experiencias militares pasadas afectan los intentos de las personas por llevar una vida normal. Continuó dirigiendo el thriller policial Street Kings, que se lanzó en el 2008.
Más tarde, escribió y dirigió End of Watch, un drama sobre la vida cotidiana de dos policías de South Central Los Ángeles, interpretado por Jake Gyllenhaal y Michael Peña. La película se estrenó en el otoño de 2012 con ganancias de taquilla rentables y una acogida favorable por parte de los críticos. Roger Ebert la consideró la cuarta mejor película de 2012, y la calificó como «una de las mejores películas policiacas de los últimos años». Su siguiente película fue el thriller policial Sabotage, protagonizada por Arnold Schwarzenegger. Se estrenó el 28 de marzo de 2014. Escribió y dirigió la película Furia, ambientada en la Segunda Guerra Mundial y protagonizada por Brad Pitt, Shia LaBeouf y Logan Lerman. La película se estrenó en octubre de 2014.
Ayer escribió y dirigió la adaptación cinematográfica del cómic Suicide Squad, que se lanzó el 5 de agosto de 2016. La película, junto con la dirección de Ayer, recibió críticas negativas. Los críticos se negaron a mezclar sus opiniones, aunque se convirtió en su película más exitosa comercialmente hasta la fecha.[cita requerida]
Ayer también dirigió Bright, «un thriller de policías contemporáneo, pero con elementos fantásticos», protagonizado por Will Smith y Joel Edgerton con un guion escrito por Max Landis que el propio Ayer reescribió. Netflix ganó por la película $90 millones. La película se estrenó el 22 de diciembre de 2017. El 3 de enero de 2018, Netflix confirmó que estaban avanzando con la secuela de Bright, y que Smith y Edgerton retomarían sus roles y Ayer sería director y guionista.[cita requerida]
El 13 de diciembre de 2016, llevaron a Ayer a bordo para dirigir un spin-off de Suicide Squad, titulado Gotham City Sirens, protagonizada por Margot Robbie, quien retomaba su papel como Harley Quinn.[cita requerida]
En junio de 2018, se anunció que Ayer dirigiría The Tax Collector, a partir de un guion suyo, protagonizado por Shia LaBeouf, Bobby Soto, Chelsea Rendon y Cinthya Carmona.[cita requerida]

### Películas
| Año  | Película                 | Director | Escritor | Productor | Crítica | Notas                                                |
| ---- | ------------------------ | -------- | -------- | --------- | ------- | ---------------------------------------------------- |
| 2000 | U-571                    |          | Sí       |           | 68%     |                                                      |
| 2001 | Training Day             |          | Sí       | Sí        | 72%     | Cameo Role: Russian Mafia hitman                     |
| 2001 | The Fast and the Furious |          | Sí       |           | 53%     |                                                      |
| 2002 | Dark Blue                |          | Sí       |           | 58%     |                                                      |
| 2003 | S.W.A.T.                 |          | Sí       |           | 48%     |                                                      |
| 2004 | Taking Lives             |          | Sí       |           | 22%     | Guionista (no acreditado)                            |
| 2005 | Harsh Times              | Sí       | Sí       | Sí        | 48%     | Debut como director                                  |
| 2008 | Street Kings             | Sí       |          |           | 43%     | Cameo Role: Gang member prisoner in L.A. County Jail |
| 2012 | End of Watch             | Sí       | Sí       | Sí        | 85%     |                                                      |
| 2014 | Sabotage                 | Sí       | Sí       | Sí        | 20%     |                                                      |
| 2014 | Fury                     | Sí       | Sí       | Sí        | 77%     |                                                      |
| 2016 | Escuadrón suicida        | Sí       | Sí       |           | 26%     | Cameo Role (Extended Cut): Belle Reve Prison Guard   |
| 2017 | Bright                   | Sí       |          | Sí        | 28%     |                                                      |
| 2020 | The Tax Collector        | Sí       | Sí       | Sí        | 19%     |                                                      |
| 2024 | The Beekeeper            | Sí       | Sí       | Sí        |         |                                                      |